# Синие столбы
«Синие столбы» (англ. Blue Poles), также известная как «Номер 11, 1952» (англ. Number 11, 1952), — картина американского художника Джексона Поллока, созданная в 1952 году. Она выполнена в стиле абстрактного экспрессионизма. Картина была приобретена на фоне споров Национальной галереей Австралии в 1973 году, ныне оставаясь одной из главных произведений в её коллекции.

## Название
Во время создания картин Поллок предпочитал не присваивать своим работам названия, а давал преимущественно номера. Следовательно, первоначальное название картины было просто «Номер 11» или «№ 11» за 1952 год. В 1954 году новое наименование «Синие столбы» было впервые замечено на выставке в галерее Сидни Дженис и по некоторым данным произошло от самого Поллока.
По мнению историка искусства Денниса Филлипса определённое, а не двусмысленное название ограничивает поле её понимания, оказывая картине исключительно медвежью услугу. Поскольку, по его словам, зритель ищет эти столбы, он упускает большую часть остального, таким образом название просто слишком отвлекает.

## История
Фред и Флоренс Олсен были первыми кто купил картину «Синие столбы» у Джексона Поллока. Известный коллекционер произведений искусства и сторонник Бен Хеллер приобрел картину в 1957 году, через год после смерти Джексона Поллока, за 32 000 долларов.
Национальная галерея Австралии (NGA) приобрела «Синие столбы» в 1973 году за 1,3 миллиона австралийских долларов. Джеймс Моллисон, директор галереи в то время, не мог выдать санкцию на покупку более чем на $ 1 млн, поэтому это приобретение было одобрено премьер-министром Австралии Гоф Уитлэмом. В консервативном климате того времени покупка вызвала политический и медийный скандал.
Эта покупка вызвала большой общественный резонанс. По словам искусствоведа Патрика Маккоуи, никогда ещё картина так не волновала австралийскую публику. Дебаты были сосредоточены вокруг рекордной цены покупки картины, в то время установившей и мировой рекорд для современной американской живописи. Также обсуждалась финансовая неумелость правительства Лейбористской партии Уитлэма и относительная стоимость абстрактного искусства. В консервативном климате того времени покупка «Синих столбов» создала политический и медийный скандал.
В 1998 году «Синие столбы» впервые покинули Австралию впервые с момента их покупки для включения в ретроспективную выставку Поллока в Нью-Йоркском музее современного искусства, которая проходила с 1 ноября 1998 года по 2 февраля 1999 года. Картина занимала заметное место на ней. Согласно её обзору она «доминировала» в последней галерее выставки, заканчивая её «не хныканьем, а взрывом».
«Синие столбы» были представлены на выставке абстрактного экспрессионизма в лондонской Королевской академии художеств с 24 сентября 2016 года по 2 января 2017 года. После чего вновь вернулись в Национальную галерею Австралии, откуда отпускаются на выставки крайне неохотно. 
Картина стала одним из самых популярных экспонатов Национальной галереи Австралии, получив признание как важная работа абстрактного экспрессионизма 1950-х годов, так и по своему значению в австралийской политике и истории. Оценки текущей стоимости картины варьируются в большом диапазоне: от $ 100 миллионов до $ 350 миллионов. Значительное увеличение её стоимости по сравнению с суммой, заплаченной за неё в 1973 году, подтвердило крайнюю выгодность с финансовой точки зрения некогда скандальной сделки по её приобретению. 